# اودوبش
شهر اودوبش (به رومانیایی: Odobeşti) در شهرستان ورنچه در کشور رومانی واقع شده‌است. جمعیت این شهر ۷٬۹۸۵ نفر  است.